# Фесовка (Конотопский район)
Фесовка (укр. Фесівка) — село,
Михайло-Анновский сельский совет,
Конотопский район,
Сумская область,
Украина.
Код КОАТУУ — 5922086007. Население по переписи 2001 года составляло 144 человека.

## Географическое положение
Село Фесовка находится на левом берегу реки Ромен,
выше по течению на расстоянии в 7 км расположено село Нехаевка,
ниже по течению на расстоянии в 10 км расположено село Дептовка,
на противоположном берегу — село Карабутово.
По селу протекает пересыхающий ручей с запрудой.
На расстоянии в 2,5 км расположены сёла Нечаевское, Андреевское и Михайло-Анновка.
Вокруг села много ирригационных каналов.

## История
Село относилось к Голенской сотни Прилуцкого полка. В ХІХ столетии село Фесевка было в составе Кошарской волости Конотопского уезда Черниговской губернии. В селе была Троицкая церковь. Священнослужители Троицкой церкви:
- 1780 — священник Федор Андреевич, священник Петр Яковлевич, дьячек Иван Васильевич, пономарь Иван Васильевич
- 1800 — священник Николай Андреевский, дьячек Иван Яковлевич Андреевский

## Экономика
- Молочно-товарная ферма.
- ЧП «Росток».

## Объекты социальной сферы
- Клуб.
- Фельдшерско-акушерский пункт.